# Mesztegnyő megállóhely
Mesztegnyő megállóhely egy Somogy vármegyei vasúti megállóhely a Somogyszob–Balatonszentgyörgy-vasútvonalon, Mesztegnyő településen. A belterület északkeleti szélén helyezkedik el, közúti elérését a 68-as főútból kiágazó 67 130-as számú mellékút biztosítja.
Korábban a Mesztegnye nevet is viselte.
2009. december 13-án a vasútvonalon a személyszállítás megszűnt.
A megállóhely mellett található a Mesztegnyői Állami Erdei Vasút végállomása.

## Vasútvonalak
A megállóhelyet az alábbi vasútvonalak érintik:
- Somogyszob–Balatonszentgyörgy-vasútvonal
- Mesztegnyői Állami Erdei Vasút

## Kapcsolódó állomások
A megállóhelyhez az alábbi állomások vannak a legközelebb:
- Böhönye megállóhely (Somogyszob vasútállomás, Somogyszob–Balatonszentgyörgy-vasútvonal)
- Marcali vasútállomás (Balatonszentgyörgy vasútállomás, Somogyszob–Balatonszentgyörgy-vasútvonal)

## Forgalom
| Járat        | Útvonal               | Gyakoriság                                 |
| ------------ | --------------------- | ------------------------------------------ |
| személyvonat | Mesztegnyő – Felsőkak | Áprilistól októberig hétvégéken napi 2 pár |